# Сінні Луди
Сі́нні Лу́ди (рос. Сенные Луды) — група із 4 невеликих островів у складі Соловецького архіпелагу.

## Географія
Острови розташовані у південній частині Соловецької затоки, біля південно-західного краю острова Соловецький, від якого відокремлений протокою Печаківська Салма, за 700 м на північний захід від острова Парусний. Більший острів має довжину 550 м при ширині 200 м, висота 6 м; північний округлої форми діаметром 150 м та невеликим мисом на сході; південний витягнутий довжиною 330 м, ширина 100 м; найменший діаметром 75 м. Всі острови кам'янисті, вільні від рослинності, облямовані мілинами.